# سد كمال خان
سد كمال خان ( (بالبشتوية: د کمال خان بند)‏ (بالإنجليزية: Kamal Khan Dam)‏ )، هو مشروع لتوليد الطاقة الكهرومائية والري يقع على نهرهلمند في منطقة شهار برجك في مقاطعة نيمروز في جنوب غرب أفغانستان. بدأت أعمال البناء في سد كمال خان في عام 1974، لكن بعد وفاة الرئيس الأفغاني محمد داود خان، توقف العمل في السد.
تنتج المحطة الكهرومائية 8 ميغاواط من الطاقة الإضافة إلى توفير الري لا أكثر من 174000 هكتار من الأراضي الزراعية. ستنتج محطة توليد الكهرباء 9 ميغاواط من الكهرباء. تمارس الحكومة الإيرانية ضغوطًا على الحكومة الأفغانية للإفراج عن المياه لإيران.
انتهت المرحلتان 1 و 2 من البناء في عامي 1966 و 2011. بدأ العمل في المرحلة الثالثة من السد في 19 أبريل 2017 من قبل الرئيس الأفغاني أشرف غني .

## روابط خارجية
- أخبار كمال خان في أخبار خدمات باجهوك
- https://www.theguardian.com/global-development/2017/mar/22/afghanistan-dam-project-iran-nimruz-helmand-river